# Línea 711 (Interurbanos Madrid)
La línea 711 de la red de autobuses interurbanos de Madrid unía, hasta el 1 de enero de 2013, la Estación de Begoña con el cuartel militar de El Goloso, a través del casco histórico de Fuencarral.

## Características
Esta línea empezó a funcionar a principios de la década de los 90 del siglo XX en sustitución de la antigua M-9, que enlazaba Cuatro Caminos con casco antiguo de Fuencarral y la colonia militar de El Goloso de Madrid y viceversa. La nueva 711 hacía la misma ruta pero recortada en el casco antiguo de Fuencarral, con un recorrido que duraba aproximadamente 20 min entre cabeceras.
La línea desapareció el 1 de enero del 2013, sin tener un reemplazo tras su desaparición.
Curiosamente, la línea se categorizaba como interurbana, a pesar de no abandonar en ningún tramo de su recorrido el municipio de Madrid. Su terminal en El Goloso se encontraba en la corona tarifaria B1, debido a la extensión que tiene el municipio de Madrid en los barrios de El Goloso y El Pardo.
Siguiendo la numeración de líneas del CRTM, las líneas que circulan por el corredor 7 son aquellas que dan servicio a los municipios situados en torno a la M-607 y comienzan con un 7. Aquellas numeradas dentro de la decena 710 corresponden a aquellas interurbanas integradas en el servicio Tres Cantos, aunque no lleguen a la población tricantina como es el caso.
La línea mantenía los mismos horarios todo el año (exceptuando las vísperas de festivo y festivos de Navidad), tan sólo operando de lunes a viernes laborables.
La operadora original de esta línea fue Garrido y Gibaja (Gaygi), hasta que Trapsa adquirió la concesión en 1967 -fue su primera concesión, de hecho-. Bajo la explotación de Trapsa surgió la primera línea Madrid - Tres Cantos como prolongación de la línea de El Goloso y la integración de ambas en el CRTM, junto con la línea Plaza de Castilla - Universidad Autónoma de Madrid, dando lugar respectivamente a las líneas 711, 712 y 714. De la línea 714 surgió la 715 entre la Universidad Autónoma de Madridy la Universidad Pontificia de Comillas y, a partir de la 712, surgieron las restantes líneas Madrid - Tres Cantos (713, 716 y 717) y las líneas urbanas 1, 2 y 3 de Tres Cantos. Posteriormente, en septiembre de 2004, ALSA adquirió a Trapsa la concesión, que pasó a ser la VCM-701 - Madrid - Tres Cantos (Viajeros Comunidad de Madrid) del Consorcio Regional de Transportes de Madrid, y la oferta de la concesión fue variando con el tiempo.

## Horarios
| Lunes a viernes laborables |                    |
| Begoña > El Goloso         | El Goloso > Begoña |
| 06:50                      | 07:10              |
| 07:30                      | 07:55              |
| 08:20                      | 08:45              |
| 09:10                      | 09:35              |
| 10:00                      | 10:25              |
| 10:50                      | 11:15              |
| 14:30                      | 14:45              |
| 20:40                      | 21:05              |
| 21:40                      | 21:55              |

## Recorrido y paradas

### Nota importante
Las paradas que se describen a continuación (tanto de ida como de vuelta) fueron aquellas que realizaba la línea antes de ser suprimida. En la actualidad, algunas paradas aquí mostradas pueden haber sido suprimidas, cambiadas de nombre o realizadas por líneas distintas (que han modificado su recorrido o se han creado tras la supresión de la línea 711). Para una información actualizada de las paradas actuales que realizan otras líneas, consultar sus páginas correspondientes.

### Sentido El Goloso
La línea iniciaba su recorrido en la Avenida del Llano Castellano en el barrio de Valverde, cerca de la boca de Metro de la Estación de Begoña situada en la Calle de San Modesto. Aquí establecía correspondencia con la 154 de interurbanos y las líneas 66, 124, 137 y SE704 de la EMT.
Tras abandonar su cabecera, la línea circulaba por la Avenida del Llano Castellano (3 paradas) y la Calle de Nuestra Señora de Valverde (3 paradas). Al llegar a la Glorieta de la Fuente de la Carra se desviaba hacia la Calle a las Afueras de Valverde (1 parada) en el área de Tres Olivos.
Abandona el área residencial de Tres Olivos para tomar la M-607 en dirección a Colmenar Viejo. Realiza 1 parada en la Escuela de Artillería y tomando la salida en el km. 14 hacia la vía de servicio. Ahí realiza un total de 7 paradas, parando en la residencia de ancianos, Ciudad Escolar, Hospital Psiquiátrico, Hospital Cantoblanco, Universidad Autónoma de Madrid, el cruce con la carretera de Alcobendas (M-616) hasta que finalmente llega al cuartel militar de El Goloso.
| Código | Zona | Localidad | Denominación                                                      | Ubicación                                 | Líneas de la parada                               | Metro / Cercanías |
| ------ | ---- | --------- | ----------------------------------------------------------------- | ----------------------------------------- | ------------------------------------------------- | ----------------- |
| xxxxx  |      | Madrid    | Avenida del Llano Castellano - Calle de Mauricio Legendre         | Calle del Llano Castellano S/Nº           | 711                                               | Begoña            |
| 2664   |      | Madrid    | Avenida del Llano Castellano - Calle de Manuel Tovar              | Avenida del Llano Castellano Nº22         | 66 124 137 N24 SE704 711                          |                   |
| 2666   |      | Madrid    | Avenida del Llano Castellano - Calle Valdegovía                   | Avenida del Llano Castellano Nº51         | 66 124 137 N24 SE704 154 711                      |                   |
| 2670   |      | Madrid    | Calle de Nuestra Señora de Valverde - Calle de las Islas Jarvi    | Calle de Nuestra Señora de Valverde Nº6   | 66 137 N24 SE704 711                              |                   |
| 2672   |      | Madrid    | Calle de Nuestra Señora de Valverde - Calle de la Isla de Sumatra | Calle de Nuestra Señora de Valverde Nº62  | 66 137 N24 SE704 154 711                          |                   |
| 2676   |      | Madrid    | Glorieta de la Fuente de la Carra                                 | Calle de Nuestra Señora de Valverde Nº138 | 66 137 N24 SE704 711                              |                   |
| 2678   |      | Madrid    | Calle de las Afueras de Valverde                                  | Calle de las Afueras de Valverde Nº14     | 66 137 N24 SE704 711                              |                   |
| 06563  |      | Madrid    | Carretera de Colmenar Viejo - Academia de Artillería              | M-607 km. 11,7                            | 711 712 713 716 721 722 724 725 726 N701 N702     |                   |
| 06565  |      | Madrid    | Carretera M-607 - Residencia de Ancianos                          | M-607 km. 13                              | 711 712 713 714 716 721 722 724 725 726 N701 N702 |                   |
| 06566  |      | Madrid    | Carretera M-607 - Ciudad Escolar                                  | M-607 km. 13,4                            | 711 712 713 716 721 722 724 725 726 N701 N702     |                   |
| 06567  |      | Madrid    | Carretera M-607 - Hospital Psiquiátrico                           | M-607 km. 13,8                            | 711 712 713 716 721 722 724 725 726 N701 N702     |                   |
| 06568  |      | Madrid    | Carretera M-607 - Hospital Cantoblanco                            | M-607 km. 14,5                            | 711 712 713 716 721 722 724 725 726 N701 N702     |                   |
| 06569  |      | Madrid    | Carretera M-607 - Universidad Autónoma                            | M-607 km. 14,9                            | 711 712 713 716 721 722 724 725 726 876 N701 N702 | Cantoblanco       |
| 06570  |      | Madrid    | Carretera M-607 - Cruce Carretera de Alcobendas                   | M-607 km. 16                              | 711 712 713 716 721 722 724 725 726 N701 N702     |                   |
| 06571  |      | Madrid    | Carretera M-607 - El Goloso                                       | M-607 km. 16,8                            | 711 712 713 716 721 722 724 725 726 827 N701 N702 | El Goloso         |

### Sentido Madrid (Begoña)
El recorrido de vuelta es igual a la ida pero en sentido contrario.
| Código | Zona | Localidad | Denominación                                                      | Ubicación                                | Líneas de la parada                               | Metro / Cercanías |
| ------ | ---- | --------- | ----------------------------------------------------------------- | ---------------------------------------- | ------------------------------------------------- | ----------------- |
| 09679  |      | Madrid    | Carretera M-607 - Estación de El Goloso                           | M-607 km. 17,2                           | 711 712 713 716 721 722 724 725 726 827 N701 N702 | El Goloso         |
| 06664  |      | Madrid    | Carretera M-607 - El Goloso                                       | M-607 km. 16,9                           | 711 712 713 716 721 722 724 725 726 827 N701 N702 | El Goloso         |
| 06665  |      | Madrid    | Carretera M-607 - Cruce Carretera de Alcobendas                   | M-607 km. 16                             | 711 712 713 716 721 722 724 725 726 N701 N702     |                   |
| 06666  |      | Madrid    | Carretera M-607 - Universidad Autónoma                            | M-607 km. 14,9                           | 711 712 713 716 721 722 724 725 726 876N701 N702  | Cantoblanco       |
| 06667  |      | Madrid    | Carretera M-607 - Valdelatas                                      | M-607 km. 14,3                           | 711 712 713 716 N701                              |                   |
| 06669  |      | Madrid    | Carretera M-607 - Ciudad Escolar                                  | M-607 km. 13,4                           | 711 712 713 714 716 721722 724 725 726 N701 N702  |                   |
| 06672  |      | Madrid    | Carretera M-607 - Academia de Artillería                          | M-607 km. 11,7                           | 711 712 713 716 721722724725726N701 N702          |                   |
| 2679   |      | Madrid    | Calle de las Afueras de Valverde                                  | Calle de las Afueras de Valverde Nº27    | 66 137 N24 SE704 711                              |                   |
| 2677   |      | Madrid    | Glorieta de la Fuente de la Carra                                 | Calle de Simón Viñals Nº2                | 66 137 N24 SE704 711                              |                   |
| 2673   |      | Madrid    | Calle de Nuestra Señora de Valverde - Calle de la Isla de Sumatra | Calle de Nuestra Señora de Valverde Nº62 | 66 137 N24 SE704 154 711                          |                   |
| 2671   |      | Madrid    | Calle de Nuestra Señora de Valverde - Calle de las Islas Jarvi    | Calle de Nuestra Señora de Valverde Nº6  | 66 137 N24 SE704 711                              |                   |
| 2667   |      | Madrid    | Avenida del Llano Castellano - Calle Valdegovía                   | Avenida del Llano Castellano Nº51        | 66 124 137 N24 SE704 154 711                      |                   |
| xxxxx  |      | Madrid    | Avenida del Llano Castellano - Calle de Mauricio Legendre         | Calle del Llano Castellano S/Nº          | 711                                               | Begoña            |